# Jabłonna-Majątek
Jabłonna-Majątek – wieś w Polsce położona w województwie lubelskim, w powiecie lubelskim. 
Wieś jest sołectwem, siedzibą gminy Jabłonna.
W czasie kampanii wrześniowej stacjonował tu IV/1 dywizjon myśliwski Brygady Pościgowej oraz III/6 dywizjon myśliwski.
W latach 1975–1998 miejscowość należała administracyjnie do województwa lubelskiego.
Wierni Kościoła rzymskokatolickiego należą do parafii Wniebowstąpienia Pańskiego w Jabłonnie.